# Acantilados Vermilion
Los Acantilados Vermilion (en inglés: Vermilion Cliffs)  son el segundo "paso" subiendo en la llamada gran escalera de 5 pasos de la meseta de Colorado, en el norte de Arizona y al sur de Utah al oeste de los Estados Unidos. Se extienden al oeste cerca de Page, Arizona, por una distancia considerable, tanto en Arizona y Utah. Unos 112.500 acres (45.500 hectáreas) de la región se designaron como el área silvestre del Cañón Paria -Acantilados Vermilion en 1984. Un área más grande fue a su vez protegida como el Monumento Nacional Acantilados de Vermillion en el 2000.